# Initial D: Arcade Stage 5
Initial D: Arcade Stage 5 es un videojuego de carreras arcade basado en Initial D desarrollado por Sega AM3 y Sega Mechatro y publicado por Sega. Fue lanzado el 25 de febrero de 2009 en Japón. Es la quinta entrega de la serie Initial D: Arcade Stage.
La primera prueba de ubicación cerrada se realizó a fines de junio de 2008, pero la segunda prueba de ubicación se realizó en cinco centros de juegos nacionales desde el 20 de noviembre de 2008 y comenzó a funcionar oficialmente el 25 de febrero de 2009.

## Jugabilidad
- 5 introduce un nuevo sistema de comportamiento de la máquina. El rendimiento de conducción se ha renovado y el comportamiento ha cambiado más en comparación con el trabajo anterior, y el comportamiento que se cambió en la actualización de la versión de "4" ("4 Kai") también se cambió a un comportamiento diferente. Con este cambio, es necesario frenar con el freno incluso en curvas a las que hasta ahora se podía llegar con el acelerador parado, y se puede decir que es para usuarios avanzados en una dirección diferente a la de "4 Kai".
- Con el elemento adicional de preservar los neumáticos, las curvas se pueden girar a demasiada velocidad. La dirección se gira demasiado hasta el punto de que los neumáticos hacen un ruido fuerte. Característica), y la potencia de aceleración se ralentiza en la segunda mitad de la batalla. , lo que tiene un gran impacto en la ejecución posterior. No es exagerado decir que el buen estado de conservación de los neumáticos en las primeras etapas determinará la velocidad de la carrera más rápida en la vía pública, la victoria o la derrota en las competiciones nacionales y los tiempos de ataque. Como se mencionó anteriormente, si no logra cruzar la zanja en Tsukuba Pass o Nagao Pass (sin ruedas), los neumáticos sufrirán graves daños.</ref> Este tipo de elemento también es importante en el posterior "Zero", y en "Zero Ver.2", se ha agregado un indicador de neumáticos, que es un elemento de conservación de neumáticos. Si continúa, el estado de los neumáticos se restablecerá. Además, la serie posterior a este trabajo se ``se basa en este comportamiento (con algunos cambios).
- En el volumen principal, se registran los contenidos hasta la batalla de Kanagawa R/T Katagiri S/V, y el curso es Mt. Hakone[3] se registra recientemente. Además, se revivió Happogahara, que una vez desapareció en "4".
- La base y la apariencia del chasis son casi "4", pero la BGM, la pantalla de confirmación de tarjeta, la pantalla de selección de modo, etc. durante el juego han cambiado considerablemente. En "4", los gráficos eran principalmente azules, pero en "5", el rojo es el color principal.
- En comparación con "4", los gráficos se han mejorado y las expresiones como árboles y hierba son más precisas. Además, se mejoró el lago Akina y, además de la primera esquina de "4", se agregó una esquina pronunciada en la que debe reducir la velocidad y girar. Más cerca de la carretera perimetral. En Myogi, se cambió el diseño del recorrido para que sea más fácil distinguir entre curvas y rectas.
- Esta vez, las nuevas canciones escritas por m.o.v.e se utilizan no solo para la apertura sino también para el final. El CD "Humanizer" fue lanzado en enero de 2009.

La tienda de tuning en *4 fue después de jugar, pero a partir de este trabajo. en la pantalla de selección de garaje.
- Licencia
  - Si es miembro pago de Initial D.NET, puede cambiar su nombre de jugador solo una vez e incluso agregar caracteres chinos. Sin embargo, cuando se retire, su nombre de jugador volverá a su nombre original.
  - 4 Los datos se pueden transferir desde una licencia revisada.[5]
  - La transferencia solo se puede hacer una vez por cada licencia de conducir "4 Kai".
  - Incluso después de hacerse cargo, la licencia original se puede usar con "Initial D4 Kai".
  - Las 5 licencias para esta prueba de ubicación también se pueden utilizar en la versión del producto.

- Datos heredados de 4 Kai
  - Nombre del conductor
  - Clase de corredor
  - Mis partes de personaje
  - Vehículo garaje (para 3 coches)
  - Piezas de afinación (solo cuando está equipado)

- Los siguientes datos no serán transferidos.
  - área de origen
  - Puntos del conductor
  - Varios resultados (ganado/derrota, tiempo)
  - Punto de orgullo
  - Parts Stocker (contenido inicial solo para miembros de D.NET)
  - Equipo Hashiriya (Contenido inicial solo para miembros de D.NET)

### Modelos adicionales
- TOYOTA
  -  MR-S S EDITION (ZZW30) (Early type: piloted by Kai Kogashiwa. Revival from Ver.3)
  -  SUPRA RZ (JZA80) (tipo antiguo: abordado por Hideo Minagawa. Primera aparición en la serie Initial D Arcade Stage)

- MAZDA
  - ROADSTER RS (NB8C) (Modelo anterior: pilotado por Satoshi Omiya. Cambiado del modelo de mediano plazo a Ver.3)
  - RX-7 Tipo RS (FD3S) (Tipo VI: Cambiado de SPIRIT R Tipo A hasta Ver.3)

- Mitsubishi
  - Lancer Evolution VII GSR (CT9A) (Abordado por Kobayakawa. Revival desde Ver.3)

### Cursos Adicionales
- "Happogahara (súper avanzado)" (Reaparece el curso que apareció en la era ver., y el primer "día" se puede seleccionar en el Escenario Arcade) se ha revivido de antemano en el ESCENARIO EXTREMO. En comparación con obras anteriores, el ancho de la calzada es más estrecho y el trazado se reproduce como si fuera real.
- "Nagao (Super Advanced)" #Racing Team Katagiri Street Version | Curso de origen de R・T Katagiri S・V]]) Un curso que también aparece en el " Battle Gear”, serie con muchos rincones y un alto nivel de dificultad. A diferencia de la serie Battle Gear, el diseño del curso es más cercano a la realidad. Además, hay una ranura sin tapa en parte del recorrido, y si la velocidad está encendida, puede pasarla con un elevador de ruedas. Si la velocidad es demasiado lenta, se saldrá del volante y perderá mucho tiempo.

### Actualización
- Versión「1.1」

La fecha de implementación es el 28 de enero de 2010.
Principalmente actualización de la versión del sistema. Además de permitir que los jugadores extranjeros participen en el modo contrarreloj (incluido el contrarreloj del evento corredor), la capacidad de control durante el modo normal y el equilibrio de impulso durante la batalla se han ajustado ligeramente. También se han añadido muchos elementos.
Solo para especificaciones en el extranjero, en la pantalla de resultados del modo contrarreloj, todas las regiones se muestran como "JPN", independientemente del área local (de los jugadores japoneses).
No hay cambio en el título como el trabajo anterior "4" se convirtió en "4 Kai".
6 AA se lanzó en marzo de 2011, por lo que esta actualización es la primera y la última.